# Jazz by Sun Ra
Jazz By Sun Ra (conosciuto anche come Sun Song) è il primo album discografico del musicista jazz statunitense Sun Ra. L'LP venne originariamente pubblicato dall'etichetta Transition Records di proprietà del produttore discografico Tom Wilson. A metà anni sessanta la Trasition venne acquisita dalla Delmark Records di proprietà di Bob Koester, che nel 1967 ristampò l'album con il titolo modificato in Sun Song.

## Il disco
La prima stampa del disco conteneva un esteso booklet con foto e frasi di Sun Ra e della sua Arkestra. Il vinile conteneva composizioni originali di Sun Ra e una a firma del bassista dell'Arkestral Richard Evans. Un'altra traccia composta da un membro dell'Arkestra, Julian Priester, venne poi inclusa nelle ristampe successive dell'album. Possession era l'unico brano "estraneo" all'Arkestra in quanto opera di Harry Revel.

### Diverse edizioni
- Transition TRLP J-10 (1957)
- Delmark DL-411 (1967)
- Sonet SLP23 (Svezia)
- Delmark DD-411 (1991, CD)

## Tracce

### LP vinile 12"
Lato A
1. Brainville (Sun Ra) - 4:29
2. Call for all Demons (Sun Ra) - 4:30
3. Transition (Sun Ra) - 3:40
4. Possession (Harry Revel) - 5:00
5. Street Named Hell (Sun Ra) - 3:55

Lato B
1. Lullaby for Realville (Richard Evans) - 4:40
2. Future (Sun Ra) - 3:15
3. New Horizons (Sun Ra) - 3:05
4. Fall off the Log (Sun Ra) - 4:00
5. Sun Song (Sun Ra) - 3:40

- Quando l'album venne ristampato in formato Compact Disc nel 1991, fu aggiunta la traccia Swing A Little Taste.

### Versione CD
1. Brainville (Sun Ra) - 4:29
2. Call for all Demons (Sun Ra) - 4:30
3. Transition (Sun Ra) - 3:40
4. Possession (Harry Revel) - 5:00
5. Street Named Hell (Sun Ra) - 3:55
6. Lullaby for Realville (Richard Evans) - 4:40
7. Future (Sun Ra) - 3:15
8. Swing a Little Taste (Sun Ra) - 4:25
9. New Horizons (Sun Ra) - 3:05
10. Fall off the Log (Sun Ra) - 4:00
11. Sun Song (Sun Ra) - 3:40

## Formazione
- Sun Ra - piano, organo Hammond B-3, percussioni
- Art Hoyle - tromba, percussioni
- Dave Young - tromba, percussioni
- Julian Priester - trombone, percussioni
- James Scales - sax alto
- John Gilmore - sax tenore, percussioni
- Pat Patrick - sax baritono, percussioni
- Richard Evans - contrabbasso
- Wilburn Green - basso, percussioni
- Robert Barry - batteria
- Jim Herndon - timpani